# Peace River (Alberta)
Peace River ist eine Gemeinde im Nordwesten der kanadischen Provinz Alberta mit dem Status einer Kleinstadt (englisch Town). Die Gemeinde liegt in der Region Nord-Alberta. Am östlichen Stadtrand findet sich der Sitz der Verwaltung des Verwaltungsbezirks („municipal district“) Northern Sunrise County.
Schwerpunkt der lokale Wirtschaft ist die Agrar- und Forstwirtschaft sowie die Erdöl- und Erdgasförderung.

## Geographie
Peace River befindet sich im Tal des gleichnamigen Flusses nahe den Einmündungen des Smoky River und des Heart River. Die Stadt liegt 486 km nordwestlich der Provinzhauptstadt Edmonton und 198 km nordöstlich von Grande Prairie, der nächsten größeren Stadt, innerhalb eines großen Ölsandvorkommens, den Peace River Oilsands. Östlich der Stadt ist der Greene Valley Provincial Park gelegen. Verwaltungsrechtlich grenzt Peace River an den Municipal District of Peace No. 135 im Süden und Westen, das County of Northern Lights im Norden und das Northern Sunrise County im Osten an. Durch die Stadt verläuft der Alberta Highway 2.

## Geschichte
An der Einmündung des Heart River in den Peace River entstand gegen Ende des 19. Jahrhunderts erstmals eine Siedlung, die zunächst nach einem damals viel genutzten Weg in der Region den Namen Peace River Crossing trug. Im Jahr 1898 wurde ein Außenposten der North-West Mounted Police errichtet und 1899 wurde mit den ortsansässigen Cree der Treaty 8 abgeschlossen, der die Besiedlung der Region erlaubte. 1909 baute die kanadische Regierung einen Fährübergang über den Peace River. Daraufhin setzte ein starker Zuzug in die Siedlung ein, sodass Peace River Crossing im Jahr 1914 als Village inkorporiert wurde. 1916 erhielt das Dorf seinen heutigen Namen. Im selben Jahr erreichte die Central Canada Railway das Dorf und 1919 wurde eine Eisenbahn- und Straßenbrücke über den Peace River errichtet. Im selben Jahr wurde die Siedlung als Town inkorporiert. Obwohl zu dieser Zeit ein Ölrausch einsetzte, blieb die Landwirtschaft ein wichtiger Wirtschaftszweig. Der Bau des Alaska Highway in den 1940ern und die Eröffnung einer Zellstofffabrik in den 1980ern sorgten für weiteres Wirtschaftswachstum.
Südwestlich des heutigen Gemeindegebietes befand sich der Handelsposten Fort Fork der North West Company, auf dem Alexander MacKenzie und seine Begleiter auf ihrer ersten Durchquerung Nordamerikas nördlich von Mexiko zum Pazifischen Ozean im Winter 1792/93 überwinterten. Die Überreste des Forts sind heute als National Historic Site of Canada ausgewiesen.

## Demographie
Der Zensus im Jahr 2016 ergab für die Gemeinde eine Bevölkerungszahl von 6842 Einwohnern, nachdem der Zensus im Jahr 2011 für die Gemeinde noch eine Bevölkerungszahl von 6744 Einwohnern ergab. Die Bevölkerung hat dabei im Vergleich zum letzten Zensus im Jahr 2011 deutlich schwächer als die Entwicklung in der Provinz um lediglich 1,7 % zugenommen, während der Provinzdurchschnitt bei einer Bevölkerungszunahme von 11,6 % lag. Im Zensuszeitraum 2006 bis 2011 hatte die Einwohnerzahl in der Gemeinde noch um 6,8 % zugenommen, während sie im Provinzdurchschnitt um 10,8 % zunahm.

## Bildung
Der Ort ist Teil der Peace River School Division, die eine Grundschule, die Springfield School (K–4), die TA Norris Middle School (5–8), die Peace River High School (9–12) sowie den Peace River Outreach Campus (10–12), der High-School-Bildung für Erwachsene und sozial benachteiligte Jugendliche anbietet, umfasst. Daneben gibt es zwei katholische Schulen, die von der Holy Family Catholic Regional Division betrieben werden: Die Good Shepherd School führt vom Kindergarten bis zur sechsten Klasse und die Glenmary School umfasst die Klassenstufen 7 bis 12. Das Conseil scolaire du Nord-Ouest betreibt die französischsprachige K-12-Schule École des Quatre-Vents.
Das Northern Lakes College betreibt in Peace River einen Campus, auf dem verschiedene berufsbildende Kurse angeboten werden.

## Söhne und Töchter der Stadt
- Chrystia Freeland (* 1968), Publizistin und stellvertretende Premierministerin Kanadas
- Chris Osgood (* 1972), Eishockeytorwart
- Brian Skrudland (* 1963), Eishockeyspieler